# Ala'a Matalqa
Ala'a Matalqa (Amman, 7 ottobre 1982) è un calciatore giordano, difensore dello Shabab Al-Hussein.

## Carriera

### Nazionale
Ha debuttato in Nazionale il 21 giugno 2004, nell'amichevole Giordania-Iraq (2-0). Ha messo a segno la sua prima rete con la maglia della Nazionale il 22 marzo 2008, nell'amichevole Uzbekistan-Giordania (4-1), siglando la rete del momentaneo 1-1 al 7º minuto di gioco. Ha partecipato, con la Nazionale, alla Coppa d'Asia 2004. Ha collezionato in totale, con la maglia della Nazionale, 25 presenze e una rete.

## Palmarès

### Club

#### Competizioni nazionali
- Campionato giordano di calcio: 4

Al-Faisaly: 2009-2010, 2011-2012
Shabab Al-Ordon: 2012-2013
Al-Wehdat: 2014-2015
- Coppa della Giordania: 2

Al-Faisaly: 2007-2008, 2011-2012
- Supercoppa della Giordania: 1

Al-Faisaly: 2011-2012
- Jordan FA Shield: 1

Al-Faisaly: 2011-2012